# Citripestis eutraphera
Citripestis eutraphera är en fjärilsart som beskrevs av Edward Meyrick 1933. Citripestis eutraphera ingår i släktet Citripestis och familjen mott. Inga underarter finns listade i Catalogue of Life.